# Sean Bailey
Sean Bailey (Houston, ...) è un produttore cinematografico e produttore televisivo statunitense, presidente della produzione cinematografica dei Walt Disney Studios (Walt Disney Pictures) dal 2010 al 2024.

## Carriera
Il suo nome ha cominciato a circolare ad Hollywood nel 1998, quando lo spec script di Premonitions, che aveva scritto assieme a Ted Griffin, è stato acquisito per una cifra a cinque zeri dalla Fox 2000 e successivamente dalla New Line Cinema per una a sei zeri. Il suo primo film da produttore è stato Best Laid Plans (1999).
Nel 2000 ha fondato con Matt Damon e Ben Affleck la casa di produzione LivePlanet, per la quale ha creato e prodotto programmi televisivi che sperimentavano con la crossmedialità come il reality Project Greenlight, per il quale è stato candidato a tre Emmy.
Si è fatto notare dalla Disney gestendo personalmente lo sviluppo e la produzione di Tron: Legacy (2010) in seguito alla chiusura della LivePlanet, con cui la major era in contatto tramite la Miramax. Nel gennaio 2010, Bailey ne è stato nominato presidente di produzione dal CEO Bob Iger, subentrando ad Oren Aviv a capo dello sviluppo e della produzione di tutti i lungometraggi in live-action della Walt Disney Pictures e Touchstone Pictures. Il suo mandato è stato caratterizzato da un intensificarsi dello sfruttamento di proprietà intellettuali Disney preesistenti a scapito della creazione di nuove, strategia commerciale che, nella formula del remake in live-action di un suo classico d'animazione, ha portato ad alcuni dei più grandi successi al botteghino dell'azienda, come Il re leone (1,66 miliardi di dollari), La bella e la bestia (1,26 miliardi), Aladdin (1,05 miliardi) e Il libro della giungla (966 milioni di dollari). Nel febbraio 2024 è stato rimpiazzato dall'ex presidente della Searchlight Pictures David Greenbaum, ricevendo come buonuscita il titolo di produttore del film Tron: Ares (2025).
Bailey fa parte anche del consiglio di facoltà della Caltech e del consiglio d'amministrazione del Sundance Institute, di cui è diventato vice presidente nel 2021.

### Vita privata
Ha trascorso l'infanzia a Houston, prima di trasferirsi a Pasadena per seguire il lavoro del padre, un ingegnere chimico professore alla California Institute of Technology, così come la sua matrigna Frances Arnold, Premio Nobel per la chimica nel 2018.

## Filmografia

### Produttore

#### Cinema
- Best Laid Plans, regia di Mike Barker (1999)
- Il club degli imperatori (The Emperor's Club), regia di Michael Hoffman (2002) - produttore esecutivo
- Speakeasy, regia di Brendan Murphy (2002) - produttore esecutivo
- The Core, regia di Jon Amiel (2003)
- Il genio della truffa (Matchstick Men), regia di Ridley Scott (2003)
- Gone Baby Gone, regia di Ben Affleck (2007)
- Tron: Legacy, regia di Joseph Kosinski (2010)
- Premonitions (Solace), regia di Afonso Poyart (2015) - produttore esecutivo
- Tron: Ares, regia di Joachim Rønning (2025)

#### Televisione
- Project Greenlight – programma TV, 23 puntate (2001-2005) - produttore esecutivo
- Push, Nevada – serie TV, 7 episodi (2002) - produttore esecutivo

### Sceneggiatore

#### Cinema
- Premonitions (Solace), regia di Afonso Poyart (2015)

#### Televisione
- Push, Nevada – serie TV, episodi 1x01-1x02 (2002)

## Riconoscimenti
- Premi Emmy
  - 2002 – Candidatura al miglior programma reality per Project Greenlight
  - 2004 – Candidatura al miglior programma reality per Project Greenlight
  - 2005 – Candidatura al miglior programma reality per Project Greenlight
- PGA Awards
  - 2003 – Candidatura al miglior produttore di una serie reality, game show o informativa per Project Greenlight
  - 2004 – Candidatura al miglior produttore di una serie reality, game show o informativa per Project Greenlight